# Ophain-Bois-Seigneur-Isaac
Ophain-Bois-Seigneur-Isaac' [ɔpɛ̃bwasɛɲœʁizaːk] est une des trois entités (hameaux) de la commune et ville de Braine-l’Alleud dans le Brabant wallon situé en Région wallonne.
Avant la fusion des communes de 1977, Ophain-Bois-Seigneur-Isaac était une commune à part entière. Elle était formée des villages de Ophain (o.pɛ̃) et de Bois-Seigneur-Isaac (bwasɛɲœʁizaːk) fusionnés en 1811 par décret impérial.

## Toponymie

### Ophain
Le nom de la localité est attesté sous les formes Opehein  vers 1220 ; Opehaign vers 1251 ; Ophayn vers 1383 ; Ophain vers 1429. Sur certaines cartes postérieures à la date mentionnée, Ophain est écrit Op-Hain.
Du germanique upa- « supérieur » ou de l'ancien néerlandais op « sur » et Hain, le ruisseau passant par les communes, d'où littéralement « au-dessus du / sur le - Hain ». Cependant, Maurits Gysseling considère sans doute qu’il s'agit d’une coïncidence ou d'une attraction réciproque et préfère analyser le second élément par le germanique haima- « habitation ». Ce toponyme serait alors identique à Oppem (Brabant flamand, Brussegem, Opehem 1132, Ophem XIIe siècle) et Oppem (Brabant flamand). Cette hypothèse est reprise par François de Beaurepaire qui, à sa suite, le rattache à toute une série de toponymes présents dans le nord de la France et en Angleterre, dont Huppain (Normandie, Calvados), Houpevant (Pas-de-Calais, Ambleteuse, Ouphem 1315), Le Pen (Pas-de-Calais, Wierre-Effroy, Uphem 867), Upen (Pas-de Calais, Delettes, Hupem 1069), Upham (Angleterre, Hampshire).

### Bois-Seigneur-Isaac
La localité est attestée sous les formes Silva domini Isaac, Silva Isaac vers 1218 ; Boksum domini Isaac vers 1237 ; Bos Signeur Isaac vers 1358 ; Bois Singnour Ysaacq en 1444 ; Bois Seigneur Isaac au XVe siècle,.
Signification transparente. Le nom de personne biblique Isaac, porté au Moyen Âge se rencontre parfois dans la toponymie romane cf. Camp-Isaac (Seine-Maritime, Cottévrard, Eu cam Ysaac vers 1266) et Landisacq (Orne, Landa Ysaac 1350).

## Géographie

### Hydrographie
Ophain-Bois-Seigneur-Isaac est parcouru par le ruisseau le Hain qui trouve sa source dans l'ancienne commune limitrophe de Lillois. Le Ri des Vervois prend sa source dans les bois d’Ophain (aux anciennes limites communales d’Ophain-Bois-Seigneur-Isaac et de Braine-L’Alleud, non encore fusionnées). le Ri Ternel sort de terre sur les hauteurs d’Ophain-Bois-Seigneur-Isaac à la limite de Haut-Ittre pour se jeter rapidement dans ce hameau.
Le territoire d’Ophain-Bois-Seigneur appartient au bassin de l’Escaut bien que les rivières la parcourant sont soit disparues, soit se jettent dans le canal Bruxelles-Charleroi.

## Démographie
- Sources:INS, Rem:1831 jusqu'en 1970=recensements, 1976= nombre d'habitants au 31 décembre

## Histoire
Aux XVIIIe siècle, l’ancienne commune était divisée en trois territoires cadastraux : la section A ou d’Ophain, la section B ou de Bois-Seigneur-Isaac, la section C ou de Bertinchamp ; ces différentes sections étaient morcelées en 1596 parcelles appartenant à 394 propriétaires.
Après la fusion des communes, Braine-l'Alleud s'est agrandie et a une superficie actuelle de 52,1 km2 et une densité de population de 739,6 habitant km2,.

### Judiciaire
Ophain et Bois-Seigneur-Isaac ont jusqu’au début des années 1800 (an An X) été dépendantes sur le plan judiciaire successivement de Braine-L’Alleud puis du second arrondissement de la Justice de Paix de Nivelles avant de revenir aujourd’hui à Braine-L’Alleud et dépendant encore du canton judiciaire du Brabant Wallon (dit pré-2014, arrondissement judiciaire de Nivelles, car sis dans la cité des Aclots).

## Liste des bourgmestres jusqu'en 1977
Commune fondée en 1811, par la fusion d'Ophain et Bois-Seigneur-Isaac et fusionnée en 1977 avec Braine-L'Alleud, elle eut comme bourgmestres :
- 1811-1832: Jean Henri Delcord ;
- 1832-1854: Jean-Baptiste Jacmin ;
- 1855-1867: Idesbalde Snoy et d'Oppuers (1819-1870) (catholique) ;
- 1867-1890: Justinien Gilot ;
- 1890-1894: Thierry Snoy et d'Oppuers (1862-1930) (catholique) ;
- 1894-1896: (fonction vacante) ;
- 1896-1903: Jean-Baptiste Godeau (catholique) ;
- 1904-1907: Louis-Joseph Detry (faisant fonction) (libéral) ;
- 1908-1930: Thierry Snoy et d'Oppuers (1862-1930) (catholique) ;
- 1930-1932: Léon Cheruwier (catholique) ;
- 1933-1947: Maurice Servais (socialiste) ;
  - 1942-1943: Jules Rimbert (faisant fonction) (socialiste) ;
  - 1943-1944: Léopold Denis (faisant fonction) (rexiste) ;
- 1947-1970: François Cuvelier (socialiste) ;
- 1971-1976: Jean-Charles Snoy et d'Oppuers (1907-1991) (catholique).

## Patrimoine et culture

### Patrimoine architectural
Le hameau de Bois-Seigneur-Isaac est surtout connu pour son ancienne abbaye (monastère Saint-Charbel) et d'autres bâtiments historiques tels son château.

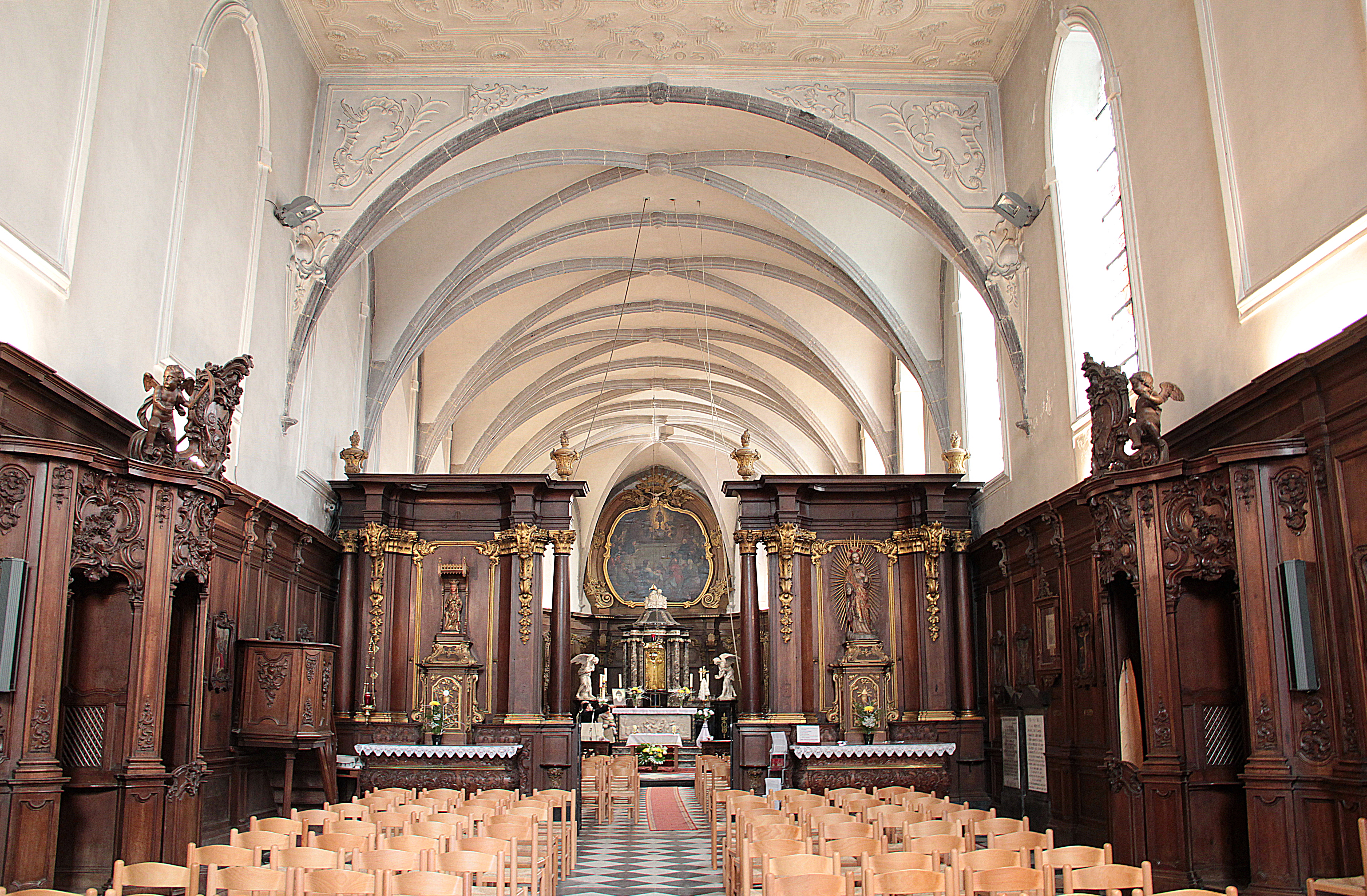
La chapelle du Saint-Sang.

Les Ophinois ont une église moins connue et quelques autres bâtiments historiques.

#### Le château de Bois-Seigneur-Isaac

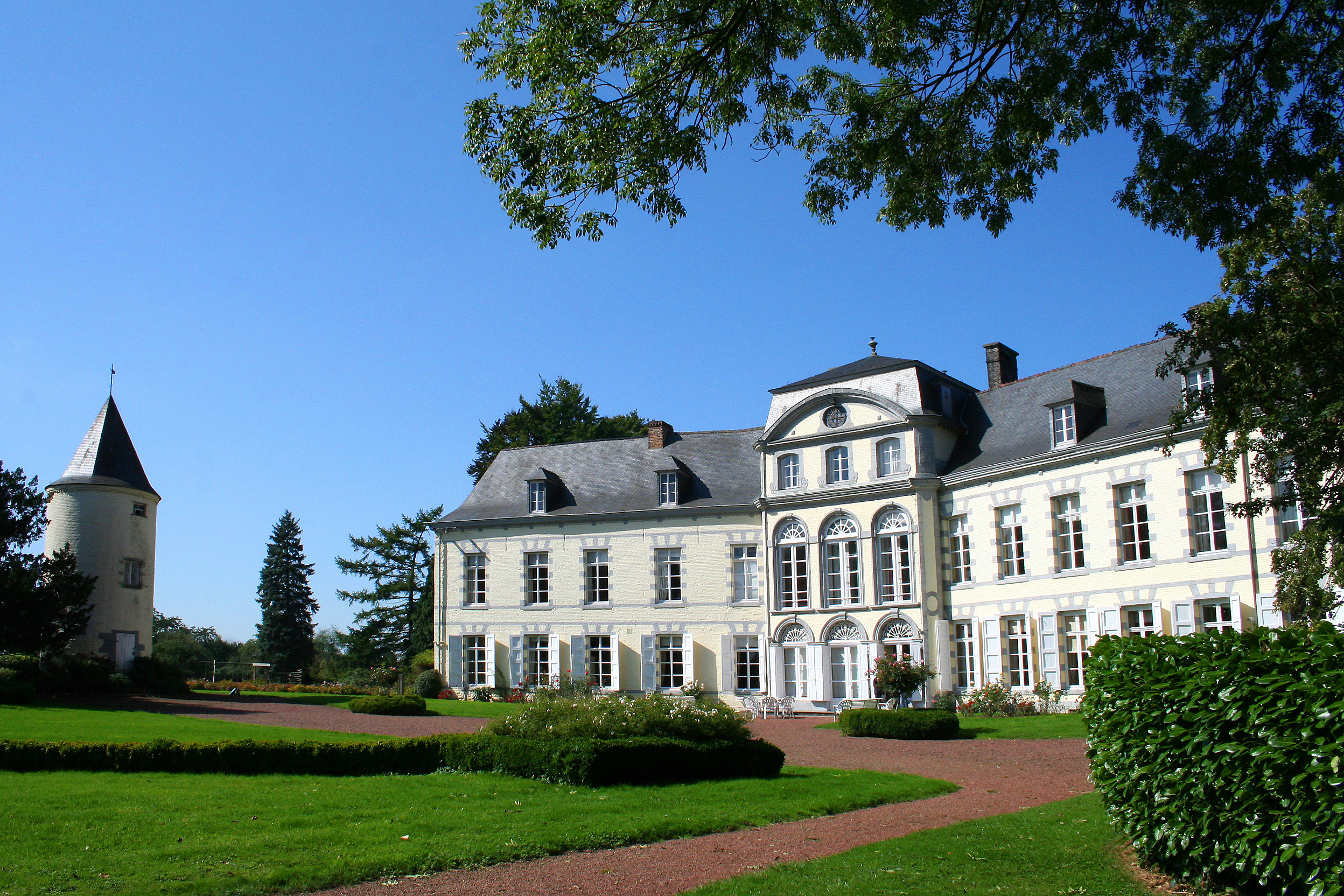
Vue de la façade sud-est du château.

Le château est construit au XIIe siècle dans l’idée d’une ligne de défense pour protéger le Comté de Hainaut contre les Ducs de Brabant.
Du XIIIe siècle au XVe siècle, la seigneurie et les dépendances du château ont été nombreuses et chamboulées pour petit à petit se stabiliser aux environs XVIIe,.
En 1712, le château en ruine est racheté par Antoine de Belhomme qui, avec l’aide de son épouse Marie-Thérèse Rouillon de Castaigne, transforment la forteresse en un château de plaisance. Il ne subsiste qu’une tour ronde comme seul témoignage de son édifice primaire.
Le château est habité par le baron Bernard Snoy et son épouse qui ont créé l'ASBL Les amis du château de Bois-Seigneur-Isaac pour sa gestion, notamment événementielle (tel réceptions, mariages,…) ou les visites du bâtiment et de son parc et jardin.

#### L'église Sainte-Aldegonde
Sainte Aldegonde, abbesse de Maubeuge, est décédée en 684. On célèbre sa fête le 30 janvier. On l'invoque contre la fièvre, le cancer et toute espèce de maux de tête.
L'église Saint-Aldegonde sise dans le hameau de Bois-Seigneur-Isaac a fêté ses 250 ans en 2016. Le plus ancien document traitant de l’église remonte à 1223, mais ce n’est qu’après sa reconstruction qu’elle a été consacrée, le 21 juillet 1766, par l’évêque de Namur, Paul-Godefroi de Berlo.